# LTI: Tredje rikets språk

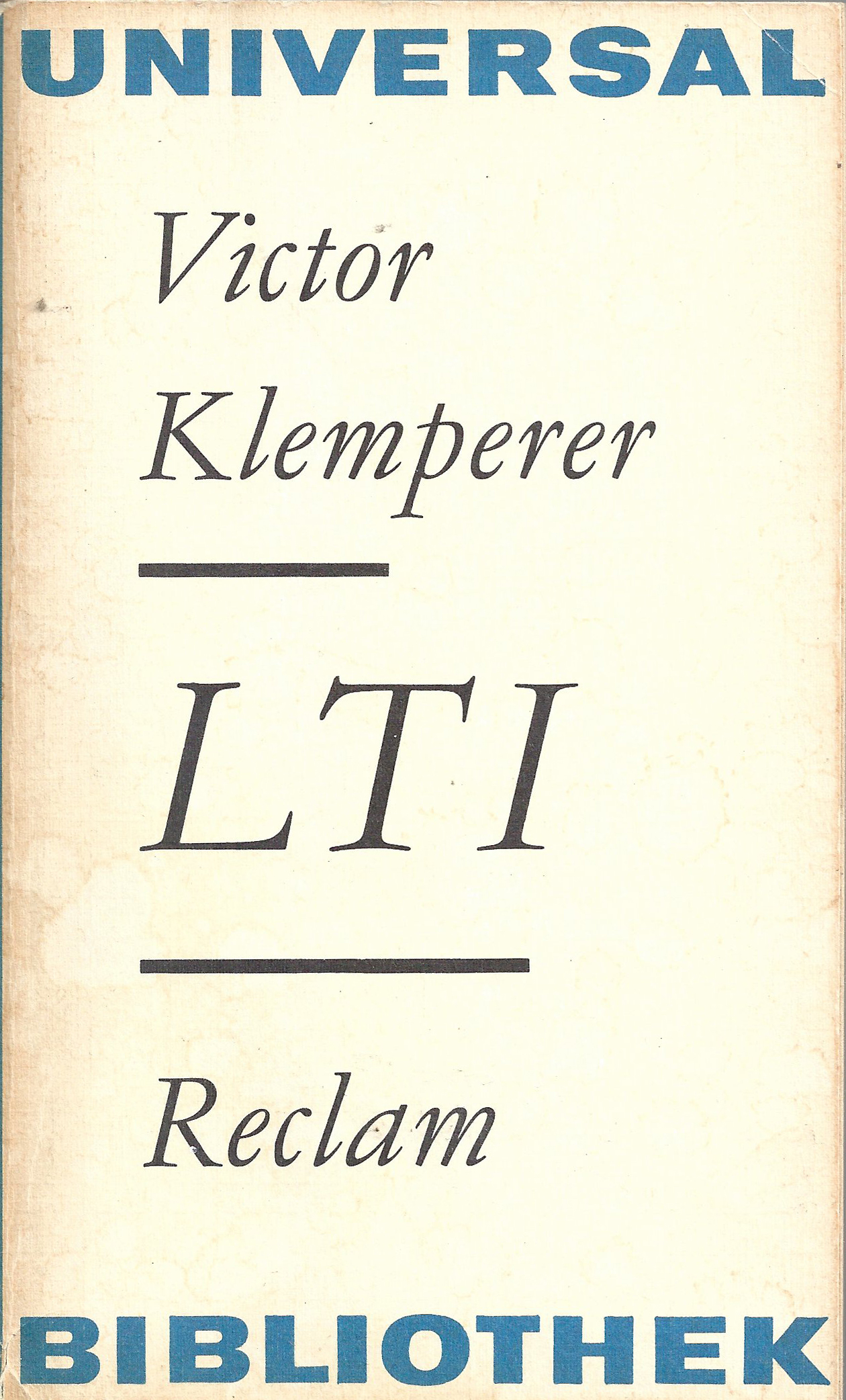
Tyska originalutgåvan av Victor Klemperer, LTI – Notizbuch eines Philologen, Reclam Leipzig 1975

LTI tredje rikets språk: lingua Tertii imperii: en filologs anteckningsbok är en bok skriven av den tyske språkvetaren Victor Klemperer.
Klemperer var av judisk börd, och fick efter nazisternas maktövertagande 1933 lämna sitt arbete som professor i romanska språk vid universitetet i Dresden. Eftersom han varken fick tillträde till bibliotek eller prenumerera på tidningar och tidskrifter började han analysera väggtidningar, rubriker, radiotal och överhörda samtal. Han förde dagboksanteckningar som allt mer kom att likna forskningsprotokoll, där han noterade hur vardagsspråket förändrades.
Avhandlingen LTI (Lingua Tertii Imperi) sammanställdes först efter andra världskriget och gavs ut första gången 1947. Den har översatts till flera språk och kommit i många nya utgåvor.

## LTI
I avhandlingen LTI skildrar han hur Tredje rikets språk (LTI), främst genom propaganda, omformade det vardagliga språket och snabbt kom att förändra människors sätt att tänka, och bli ett verktyg för nazismens terror. Bland annat noterade han hur krigsspråket i form av ord och uttryck snabbt spred sig till vardagsspråket, hur ord som jude långsamt ändrade innebörd och uttryck medvetet etablerades eller byttes ut för att styra tänkandet.
Klemperer menar att detta möjliggjordes genom att LTI-språket utgick från en mycket liten krets män, främst Hitler och senare Goebbels.
LTI-språket gjorde heller inte någon skillnad mellan talspråk och skriftspråk:
”...allt i språket var tal, måste vara tilltal, tillrop, agitation. Det fanns ingen stilistisk skillnad mellan premiärministerns tal och artiklar, varför hans artiklar också var så lätta att deklamera”. Tredje rikets språk betonade alltid det känslomässiga. ”Betoning av det känslomässiga uppmuntras alltid av LTI – kopplingen till traditionen uppmuntras endast ibland.”
Propagandan frossade gärna i siffror i syfte att övertyga. Samtidigt användes superlativer, som historiskt, stor-, enormt, enastående mycket flitigt och stegrades i takt med att läget för tredje riket förvärrades.
Klemperer menade att språk som får användas fritt utvecklas åt olika håll offentligt, konstnärligt och i vardaglig form, främjar kulturell mångfald och utveckling. Han hade själv upplevt Kejsardömet Tyskland (1881–1918), Weimarrepubliken (1918–1933) och upplevt hur den språkliga yttrandefrihet och utveckling som blomstrade ända fram till 1933, sedan snabbt kom att dö ut.

## Utgåvor (urval)
- 1947 – Klemperer, Victor (1947) (på tyska). LTI: Notisbuch eines Philologen. Berlin: Aufbau-Vlg. Libris 1298867
  - 2010 – Klemperer, Victor. LTI Notizbuch eines Philologen (24., völlig neubearb. Aufl). ISBN 978-3-15-010743-0. OCLC 541073353. https://www.worldcat.org/oclc/541073353
  - 2006 – Klemperer, Victor; Andersson Tommy. LTI: tredje rikets språk : [lingua Tertii imperii] : en filologs anteckningsbok. Mediehistoriskt bibliotek, 1651-6729 ; 3. Göteborg: Glänta. Libris 10233298. ISBN 9197560766
  - 2020 – Klemperer, Victor; Andersson Tommy. LTI: Tredje rikets språk : en filologs anteckningsbok. Mediehistoriskt bibliotek, [1651-6729] ; 3 (Andra, reviderade, utgåvan). [Göteborg]: Glänta Produktion. Libris s4n2dr5vq1gn98c3. ISBN 9789198485110

## Filmatisering
Dokumentärfilmen La langue ne ment pas (ungefär Språket ljuger inte) från 2004 är baserad på Klemperers bok, regisserad av Stan Neumann.